# Верцегніс
Верцегніс, Верцеґніс (італ. Verzegnis) — муніципалітет в Італії, у регіоні Фріулі-Венеція-Джулія,  провінція Удіне.
Верцегніс розташований на відстані близько 510 км на північ від Рима, 105 км на північний захід від Трієста, 45 км на північний захід від Удіне.
Населення — 874 особи (2014).
Щорічний фестиваль відбувається 11 листопада. Покровитель — святий Мартин.

## Демографія
Населення за роками:

Станом на 1 січня 2023 року в муніципалітеті офіційно проживало 40 іноземців з 14 країн, серед них 18 громадян країн Євросоюзу та 1 громадянин України.

## Сусідні муніципалітети
- Каваццо-Карніко
- Енемонцо
- Преоне
- Тольмеццо
- Трамонті-ді-Сотто
- Вілла-Сантіна
- Віто-д'Азіо